# 於树峦
於树峦（1892年—1958年3月4日），别号乐安，安徽怀宁县人。中华民国政治人物。

## 生平
於树峦早年在家务农，曾在家中药铺当学徒。辛亥革命期间，参加韩衍、管鹏等组织的安徽省青年军，与端木杰、马振铎、方怡昌等分为第二队，担任城防任务。之后他被送往安徽陆军将校讲习所，民国元年（1912年）肄业。又进安徽省立工业学校攻读土木工程测量，毕业后先后在贵州、湖北陆军测绘局任测量员。民国十四年（1925年），加入中国国民党，考入位于武昌的私立法科大学。民国十六年（1927年)，出任国民革命军第31军司令部少校参谋。1928年2月，改任国民党安徽省委员会秘书处秘书和陆军五十六师中校参谋。7月辞职，改任国民党安徽省第一届候补执委兼秘书处秘书。1930年后，历任安徽省府秘书、安徽省立六中高中部训育主任。1935年2月，随黄绍竑、李立民到浙江，任浙江省民政厅视察。1936年4月，调嘉善县县长。同年11月，日军侵占嘉善前，他撤到湖州。1937年11月30日，浙江省省府会议决定任命其为玉环县县长，但他未到任。后担任临海县县长。1939年初调任长兴县县长。1940年4月13日，他升任浙江二区（湖州范围）行政督察专员兼保安司令。同年秋，兼任在孝丰五峰寺设立的浙江省第二区各县联立师范讲习所所长。同年9月，继续兼长兴县县长。11月，兼三青团安吉分团筹备主任。1947年，任三青团浙江省团支部监察。1948年5月，浙江二区改名为浙江一区，於树峦继续担任行政督察专员兼保安司令，并任国民党省党部监察委员。1948年7月，蒋介石在莫干山召开会议，於树峦率领保安第二大队担任莫干山下西、北两侧和后坞、南路一带的警戒。
1949年4月，於树峦通过中国银行湖州支行行长陈浩然和湖州公路段段长袁玉玺，找到昊兴公路站王秋藻，并由王找到金肖支队派到湖州的中共地下党员赵民。4月24日，於树峦与赵民、王秋藻进行首次谈判，并达成协议，於树峦率部向人民解放军放下武器，缴械投诚，保存好档案文件，在中国人民解放军到达湖州前负责维持湖州社会秩序，同时中共保证於树峦本人及部属的生命安全。但在中共地下党要求於树峦率部起义时，国军首都卫戍司令张耀明率部抵达湖州，谈判停止。4月25日张耀明率部撤退后；4月26日晚，於树峦在陈浩然家与赵民、陈彬（中共江西工委驻上海新工特派组组长）、王秋藻等进行第二次谈判，於树峦仍坚持投诚而不起义后，采用折衷方案，於树峦不出面，在暗中协助中共工作。然而此时，中国人民解放军已攻入湖州城，双方认为谈判已无必要，赵民等要於树峦按双方口头达成的协议，令部属集结待命。4月28日凌晨，中国人民解放军第二十八军进入湖州，於树峦向进驻部队投诚。6月18日去上海。
1951年4月27日，上海市公安局常熟分局将其逮捕，6月25日被判处无期徒刑（后减刑为15年有期徒刑）。1958年3月4日，於树峦病逝于金华十里丰劳改农场，终年六十七岁。1987年，上海市高级人民法院重新审理此案，发现原判适用法律不当，撤销原判，对於树峦按国民党投诚人员对待。